# Voznesensk
Voznesensk (ukrainska: Вознесенськ uttal (fil); ryska: Вознесенск) är en stad i Mykolajiv oblast i Ukraina med omkring 33 000 invånare.
Staden grundades av Katarina den stora i 1790 där det tidigare låg en kosackbosättning.

## Historia
Under Kejsardömet Ryssland tillhörde Voznesensk Guvernementet Cherson, vilket befann sig inom det Judiska bosättningsområdet. Under Nazitysklands ockupation 1941-1944 utplånades större delen av den judiska befolkningen.

## Befolkning
| 1989   | 2001   | 2005   | 2013   | 2015   |  |
| ------ | ------ | ------ | ------ | ------ |  |
| 43 881 | 42 634 | 39 951 | 36 002 | 35 843 |  |